# Gallien-Krueger
Gallien-Krueger est une société américaine spécialisée dans la conception et la production de systèmes d'amplification pour guitare et basse.

## Histoire
Bob Gallien fonde la société en 1968 (celle-ci est alors nommée GMT), il fabrique dans un premier temps des amplis dans son garage à San Jose, Californie. Les premiers modèles qu'il produit sont les GMT 226A et 226B. Le guitariste Carlos Santana fut un des premiers acheteurs du GMT 226A, son modèle est clairement visible lors du concert qu'il donne à Woodstock.
Au début des années 70, Bob s'associa avec l'ingénieur Rich Krueger et la société fut renommée Gallien-Krueger. Ce nom est toujours utilisé bien que Rich Krueger ne soit plus impliqué dans la société à l'heure actuelle.
En 1983, Gallien-Krueger lança un amplificateur de basse qui joua un rôle primordial dans l'histoire de la société, le 800RB. Ce modèle posa les bases de l'amplification moderne destinée aux basses, son influence est toujours perceptible dans les amplis actuels.
La société stoppa par la suite la production d'amplis de guitare pour focaliser son activité sur l'amplification de basse.
Les amplis Gallien-Krueger sont distribués en France par Saico.

## Utilisateurs
- Dave Holland
- Duff McKagan
- Leland Sklar
- Patricia Day
- Tony Kanal
- Ron Carter[5]
- Flea